# Kumiko Kaori
Kumiko Kaori (かおりくみこ, Kaori Kumiko), de son vrai nom Kumiko Onoki (小野木久美子), est une chanteuse japonaise spécialisée dans la chanson d'animé (anison), née le 20 juillet 1957 dans la Préfecture de Gifu. 

## Chansons pour animé

### en tant que Kumiko Onoki
1972
- Kashi no Ki Mock
  - Kashi no Ki Mock (樫の木モック) (avec Columbia Yurikago-Kai) (Générique de début et fin)
  - Boku wa Kanashii Ki no Ningyou (ボクは悲しい木の人形) (avec Moon Drops)
  - Go Go Mock (ゴーゴーモック) (avec Columbia Yurikago-Kai)
  - Tabi yuku Mock (旅ゆくモック) (avec Honey Nice)
  - Mock no Christmas (モックのクリスマス) (avec Columbia Yurikago-Kai)
  - Yuru shite Ojiisan (許してお爺ちゃん) (avec Honey Nice)
- Mazinger Z
  - Sayaka no Theme (さやかのテーマ)

### en tant que Kumiko Kaori
1977
- Wakakusa no Charlotte
  - Wakakusa no Charlotte (若草のシャルロット) (Générique de début)
  - Mayflower (メイ フラワー) (avec Feeling Free) (Générique de fin)

1978
- Uchuu Kaizoku Captain Harlock (Albator, le corsaire de l'espace)
  - Mime no Elegy (ミーメのエレジー)
- Toushou Daimos
  - Ai no Shinwa (愛の神話) (avec Masatake Okura)
  - Futari no Inori (二人の祈り) (avec Masatake Okura et Jindai Youth Chorus)
  - Erika no Ballade (エリカのバラード) (avec Masatake Okura) (Générique de fin)

1979
- Galaxy Express 999
  - Omoide Namida Iro (想い出なみだ色)
  - Yasashi ku Shinai de (やさしくしないで)
- Cyborg 009
  - Ai no Hoshi Françoise (愛の星 フランソワーズ)
- Dokaben
  - Seishun Fever (Combat March) (青春フィーバー（コンバット・マーチ）) (avec Ichiro Mizuki, Isao Sasaki, Mitsuko Horie, Kumiko Osugi et Koorogi '73 pour Columbia All Stars) (Générique de 3e début)
  - Taiyou no Ko (太陽の子) (avec Ichiro Mizuki, Isao Sasaki, Mitsuko Horie, Kumiko Osugi et Koorogi '73 pour Columbia All Stars) (Générique de 3e fin)

1980
- Uchuu Taitei God Sigma
  - Red, Blue, Yellow (レッド・ブルー・イエロー) (avec Koorogi '73 et Columbia Yurikago-Kai) (Générique de fin)
- Moo no Shiro Kujira
  - LOVE
- Ganbare Gonbe
  - Shiki, Monko (四季・モンコ)

1981
- Dash Kappei
  - Kappei My Love (勝平 My Love) (avec The Chirps)
- Sayonara Ginga Tetsudou 999 -Andromeda Shuuchaku Eki-
  - Sayonara (さよなら, version japonaise)

1982
- The Kabocha Wine
  - L wa Lovely (Lはラブリー) (avec The Chirps) (Générique de début)
  - Oyasumi Koibito (おやすみ恋人)
  - Kini naru Etcetra (気になるエトセトラ)
  - Koisuru Rock 'n' Roll (恋するロックンロール)
  - Tokimeki Sunshine (トキメキ・サンシャイン)

1983
- Mirai Keisatsu Urashiman
  - Fire Dancing
  - Boogie-Woogie Cat

1984
- Video Senshi Laserion
  - Wasurenaide Forever (忘れないで Forever)
  - Heartful Hotline (ハートフル ホットライン) (Générique de fin)